# Krusensterniella
Krusensterniella es un género de peces de la familia Zoarcidae en el orden de los Perciformes.

## Especies
- Krusensterniella Schmidt, 1904
  - Krusensterniella maculata  Andriashev, 1938
  - Krusensterniella multispinosa  Soldatov, 1922
  - Krusensterniella notabilis  Schmidt, 1904
  - Krusensterniella pavlovskii  Andriashev